# Vrijers van Penelope

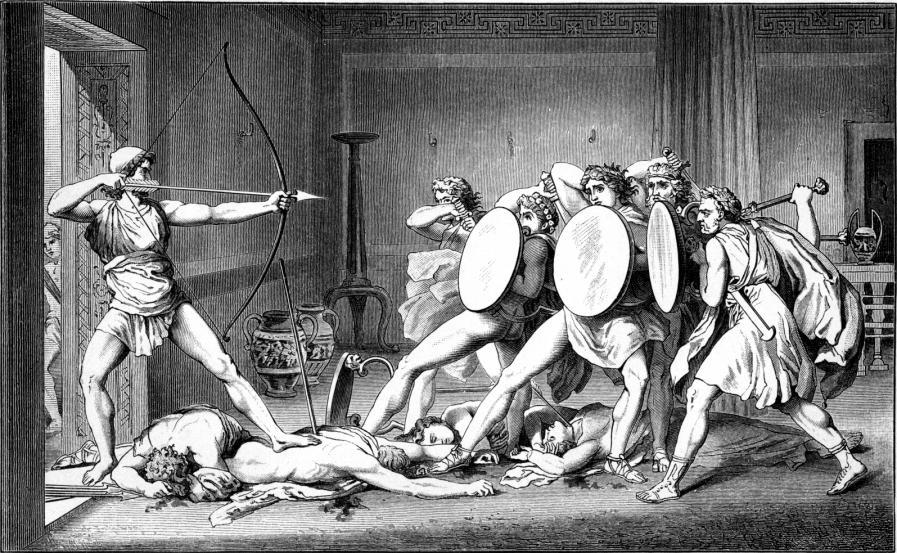
Odysseus doodt de vrijers (19e-eeuwse Duitse illustratie)

De vrijers van Penelope waren de mannen die tijdens de zwerftochten van Odysseus probeerden de hand van Penelope te bemachtigen in het paleis van Odysseus en Penelope, omdat zij Odysseus dood waanden. Ze werden geleid door Antinoüs en Eurymachus.
Nadat Odysseus teruggekeerd was, doodde hij hen met hulp van zijn zoon Telemachus en zijn herder. In de Odyssee van Homerus worden niet alle vrijers bij naam genoemd, maar in de Bibliotheca van pseudo-Apollodorus van Athene, worden de namen van 129 vrijers vermeld.